# Wieża Boarstall
Wieża Boarstall to średniowieczna brama warowna z fosą, położona w Boarstall, Buckinghamshire, Anglia.

## Historia
Legenda mówi, że król Edward Wyznawca przyznał ziemię swojemu człowiekowi za zabicie dzika, który terroryzował pobliski Las Bernwood. Na tej ziemi powstał dwór nazwany "Boar-stall", co w staroangielskim oznacza 'Dom Dzika'. Neil, bohater tej historii, otrzymał również róg dzika, który według legendy miał zapewnić panowanie nad dworem Boarstall. W 1312 roku dwór został ufortyfikowany przez Johna de Haudlo, a elementem fortyfikacji byłą zachowana wieża.
Boarstall odegrało ważną rolę w angielskiej wojnie domowej będąc twierdzą frakcji rojalistów. Przetrwała oblężenia przez siły parlamentarne w latach 1644 i 1645, a ślady uszkodzeń z tego okresu są nadal widoczne na strukturze bramy.
Obecnie Wieża Boarstall jest utrzymywana przez National Trust. Przeszła renowację w XX wieku w celu zachowania jej struktury i historycznych elementów. Wieża jest dostępna dla publiczności w wybrane dni.